# Championnats du Japon de cyclo-cross
Les championnats du Japon de cyclo-cross sont des compétitions de cyclo-cross organisées annuellement afin de décerner les titres de champion du Japon de cyclo-cross.
Les premiers championnats ont été disputés en 1996. Keiichi Tsujiura détient le record de victoires chez les hommes avec huit titres. Une compétition féminine est organisée depuis 1996 également. Ayako Toyooka s'y est imposée à six reprises.

## Palmarès masculin

### Élites
| Année | Vainqueur        | Deuxième         | Troisième        |
| ----- | ---------------- | ---------------- | ---------------- |
| 1996  | Mitsuru Ohara    | Kazuya Nishida   | Hiroaki Makino   |
| 1997  | Mitsuru Ohara    | Kazuya Nishida   | Yukinaga Kodaira |
| 1998  | Mitsuru Ohara    | Raita Suzuki     | Masanori Kosaka  |
| 1999  | Raita Suzuki     | Yukinaga Kodaira | Mitsuru Ohara    |
| 2000  | Toshiaki Matsui  | Raita Suzuki     | Mitsuru Ohara    |
| 2001  | Masahiko Mifune  | Yukinaga Kodaira | Raita Suzuki     |
| 2002  | Yukinaga Kodaira | Raita Suzuki     | Masahiko Mifune  |
| 2003  | Keiichi Tsujiura | Masanori Kosaka  | Raita Suzuki     |
| 2004  | Keiichi Tsujiura | Masanori Kosaka  | Kohei Yamamoto   |
| 2005  | Keiichi Tsujiura | Masanori Kosaka  | Shingo Shiraishi |
| 2006  | Keiichi Tsujiura | Masanori Kosaka  | Kohei Yamamoto   |
| 2007  | Keiichi Tsujiura | Kohei Yamamoto   | Atsushi Maruyama |
| 2008  | Keiichi Tsujiura | Masanori Kosaka  | Seigo Yamamoto   |
| 2009  | Keiichi Tsujiura | Masanori Kosaka  | Yu Takenouchi    |
| 2010  | Keiichi Tsujiura | Yu Takenouchi    | Atsushi Maruyama |
| 2011  | Yu Takenouchi    | Keiichi Tsujiura | Kohei Yamamoto   |
| 2012  | Yu Takenouchi    | Hikaru Kosaka    | Masanori Kosaka  |
| 2013  | Yu Takenouchi    | Hikaru Kosaka    | Toki Sawada      |
| 2014  | Yu Takenouchi    | Motoshi Kadota   | Masanori Kosaka  |
| 2015  | Yu Takenouchi    | Kohei Yamamoto   | Hikaru Kosaka    |
| 2016  | Toki Sawada      | Kohei Maeda      | Hikaru Kosaka    |
| 2017  | Hikaru Kosaka    | Kota Yokoyama    | Kohei Maeda      |
| 2018  | Kohei Maeda      | Kota Yokoyama    | Hikaru Kosaka    |
| 2019  | Kohei Maeda      | Yu Takenouchi    | Hikaru Kosaka    |
| 2020  | Toki Sawada      | Hijiri Oda       | Ryo Takeuchi     |
| 2021  | Hikaru Kosaka    | Hijiri Oda       | Yu Takenouchi    |
| 2022  | Hijiri Oda       | Toki Sawada      | Yu Takenouchi    |
| 2023  | Hijiri Oda       | Toki Sawada      | Ryo Takeuchi     |
| 2024  | Hijiri Oda       | Tatsuumi Soejima | Toki Sawada      |

### Moins de 23 ans
| Année | Vainqueur         | Deuxième          | Troisième           |
| ----- | ----------------- | ----------------- | ------------------- |
| 2001  | Kazunobu Kuwazawa |                   |                     |
| 2002  | Keiichi Tsujiura  |                   |                     |
| 2003  | Uchiyama Yasuki   |                   |                     |
| 2004  | Kazuhiro Yamamoto |                   |                     |
| 2005  | Kohei Yamamoto    |                   |                     |
| 2006  | Kohei Yamamoto    |                   |                     |
| 2014  | Kota Yokoyama     | Kohei Maeda       | Yoshiki Nakahara    |
| 2015  | Toki Sawada       | Kota Yokoyama     | Ryo Takeuchi        |
| 2016  | Kota Yokoyama     | Hijiri Oda        | Tatsuyoshi Hino     |
| 2017  | Hijiri Oda        | Ryo Takeuchi      | Takumi Fujita       |
| 2018  | Koutarou Murakami | Mikuya Egoshi     | Akira Sakamoto      |
| 2019  | Hijiri Oda        | Koutarou Murakami | Ren Tsumita         |
| 2020  | Raito Suzuki      | Koutarou Murakami | Tatsuyoshi Nakamura |
| 2021  | Koutarou Murakami | Yujiro Murakami   | Raito Suzuki        |
| 2022  | Shingen Yunoki    | Raito Suzuki      | Yujiro Murakami     |
| 2023  | Tatsuumi Soejima  | Shingen Yunoki    | Raito Suzuki        |
| 2024  | Shingen Yunoki    | Sho Takahashi     | Kosuke Endo         |

### Juniors
| Année | Vainqueur       | Deuxième        | Troisième         |
| ----- | --------------- | --------------- | ----------------- |
| 2010  | Toki Sawada     | Michimasa Nakai | Hiroki Ohno       |
| 2011  | Toki Sawada     | Kota Yokoyama   | Michimasa Nakai   |
| 2012  | Kota Yokoyama   | Yoshiki Yamada  | Tadaaki Nakai     |
| 2013  | Tadaaki Nakai   | Ryo Takeuchi    | Masaki Yamada     |
| 2014  | Ryo Takeuchi    | Masaki Yamada   | Tatsuyoshi Hino   |
| 2015  | Hijiri Oda      | Tatsuyoshi Hino | Tetsuki Kaji      |
| 2016  | Taisei Hino     | Kotaro Murakami | Mikuya Egoshi     |
| 2017  | Kotaro Murakami | Re Tsumita      | Taisei Hino       |
| 2018  | Daiki Kojima    | So Yanagisawa   | Raito Suzuki      |
| 2019  | Yujiro Murakami | Issei Matsumoto | Raito Suzuki      |
| 2020  | Yujiro Murakami | Shingen Yunoki  | Tatsuumi Soejima  |
| 2021  | Shingen Yunoki  | Sho Takahashi   | Satoaki Nagashima |
| 2022  | Sho Takahashi   | Takuto Sasaki   | Hikaru Murakami   |
| 2023  | Koshi Narita    | Zenshin Nozaki  | Sora Matsui       |
| 2024  | Koshi Narita    | Zenshin Nozaki  | Takumi Matsumura  |

## Palmarès féminin
| Année | Vainqueur        | Deuxième          | Troisième        |
| ----- | ---------------- | ----------------- | ---------------- |
| 1996  | Noriko Kawasaki  | Aya Tazaki        | Eriko Awatsu     |
| 1998  | Hiroko Nanbu     | Youko Azuma       | Mika Ogishima    |
| 1999  | Mika Ogishima    | Eriko Hirose      | Mutsumi Fujino   |
| 2000  | Hiroko Nanbu     | Mika Ogishima     | Izumi Kumasaka   |
| 2001  | Mutsumi Fujino   | Eriko Hirose      | Hitomi Nito      |
| 2002  | Miyoko Karami    | Masami Mashimo    | Michiko Shimura  |
| 2003  | Masami Mashimo   | Miyoko Karami     | Izumi Takahashi  |
| 2004  | Masami Mashimo   | Ikumi Tajika      | Kaoru Fukai      |
| 2005  | Eiko Toyooka     | Ikumi Tajika      | Masumi Sakai     |
| 2006  | Eiko Toyooka     | Michiko Shimura   | Ikumi Tajika     |
| 2007  | Ayako Toyooka    | Masumi Sakai      | Mika Ogishima    |
| 2008  | Ayako Toyooka    | Michiko Shimura   | Masumi Sakai     |
| 2009  | Ayako Toyooka    | Masami Mashimo    | Masumi Sakai     |
| 2010  | Ayako Toyooka    | Rie Katayama      | Sakiko Miyauchi  |
| 2011  | Ayako Toyooka    | Sakiko Miyauchi   | Chika Fukumoto   |
| 2012  | Sakiko Miyauchi  | Ayako Toyooka     | Chika Fukumoto   |
| 2013  | Sakiko Miyauchi  | Eri Yonamine      | Kiyoka Sakaguchi |
| 2014  | Ayako Toyooka    | Sakiko Miyauchi   | Waka Takeda      |
| 2015  | Kiyoka Sakaguchi | Sakiko Miyauchi   | Eri Yonamine     |
| 2016  | Kiyoka Sakaguchi | Waka Takeda       | Eri Yonamine     |
| 2017  | Miho Imai        | Kiyoka Sakaguchi  | Eri Yonamine     |
| 2018  | Rina Matsumoto   | Miho Imai         | Eri Yonamine     |
| 2019  | Rina Matsumoto   | Aya Akamatsu      | Miyuki Nishiyama |
| 2020  | Miho Imai        | Eri Yonamine      | Akari Kobayashi  |
| 2021  | Kasuga Watabe    | Sae Fukuda        | Yuuka Yabuki     |
| 2022  | Sae Ogawa        | Akarai Kobayashi  | Yui Ishida       |
| 2023  | Akari Kobayashi  | Yui Ishida        | Kasuga Watabe    |
| 2024  | Akari Kobayashi  | Harumasa Watanabe | Yui Ishida       |

## Sources
- Palmarès masculin sur cyclebase.nl
- Palmarès féminin sur cyclebase.nl
- Siteducyclisme.net